# Ditrichum javense
Ditrichum javense är en bladmossart som beskrevs av Fleischer 1904. Ditrichum javense ingår i släktet grusmossor, och familjen Ditrichaceae. Inga underarter finns listade i Catalogue of Life.